# Lampona molloy
Lampona molloy är en spindelart som beskrevs av Norman I. Platnick 2000. Lampona molloy ingår i släktet Lampona och familjen Lamponidae.
Artens utbredningsområde är Queensland. Inga underarter finns listade i Catalogue of Life.